# 何添 (香港中文科教師)
何添博士（1944年—2019年11月14日），已故香港中文科補習導師。

## 生平
何添曾是張祝珊英文中學的中文科教師，後出任考試局考試委員、律政署中文法律語文專員、香港城市大學中文系助理教授，以及南開大學客座教授等。

## 中國語文及文化科泄露試題事件
1996年香港城市大學中文系助理教授何添身兼考試及評核局中文科科目委員會成員，卻在大型連鎖式補習社現代教育兼職。何向學生提供香港高級程度會考中國語文及文化科實用文寫作一卷試題，結果最後順利「貼中」，可是近六百名學生因背誦何添提供的範文，而被考試局取消該題成績。
事件揭發後廉政公署證實何添隱瞞城大，在現代教育兼職賺取過百萬元收入，被裁定八項欺騙罪成，因此留案底，更被時任行政長官董建華取消教員註冊。事件發生後何添繼續於現代教育以「課程顧問」的名義視像形式授課，直至2009年辭任現代教育導師一職。

### 影響
自此考試及評核局從1998年起加設聘任條文，要求審題員必須利益申報在考試年度的教務及從事的出版。

## 著作
《中國語文及文化科──應試指南》
《中國語文及文化科──綜合分析》
《會考作文A級》
《閱讀及聆聽理解精煉》
《中學會考中國語文科答題指要》

## 辭世
2019年11月14日早上，何添因癌症病逝，享年75歲。